# Крампак
«Крампак» (исп. Krámpack) — фильм испанского кинорежиссёра Сеска Гая по пьесе Хорди Санчеса, история взросления двух подростков, Нико и Дани, открывающих собственную сексуальность во время летних каникул в Каталонии. Картина получила приз программы «Неделя критики» Каннского кинофестиваля 2000 года.

## Сюжет
Нико приезжает на юг Испании в гости к своему лучшему другу Дани провести вместе летние каникулы. Семнадцатилетние парни проводят время на пляжах, в барах, ведя бесконечные разговоры о сексе. Нико пытается завязать отношения с местной красавицей Еленой, в то время как Дани похоже вовсе не интересуется девушками. Дани понимает, что влюблён в Нико, и очень переживает, что друг не собирается отвечать взаимностью. Гуляя по городу в депрессивном состоянии, Дани встречает мужчину, с которым случайно познакомился накануне. После обеда и прогулки на паруснике парень предлагает ему заняться сексом, но убегает и возвращается к Нико. Каникулы подошли к концу, Нико уезжает домой в Барселону.

## В ролях
| Актёр            | Роль  |
| ---------------- | ----- |
| Фернандо Рамальо | Дани  |
| Жорди Вильчес    | Нико  |
| Мариэта Ороско   | Елена |
| Эстер Наибола    | Берта |

## Критика
Фильм получил 87 процентов «свежего» рейтинга на сайте «Rotten Tomatoes», критики которого пришли к консенсусу в том, что эта картина «представляет честный взгляд на подростковый возраст и сексуальные и проблемы, связанные с ним».
Из рецензии критика Роба Мэйтра:

При всех своих недостатках, «Нико и Дани» выделяется из ряда посредственных голливудских картин о подростковой любви позитивным взглядом на гомосексуальных подростков и гомосексуальные контакты. Здесь нет ни единого намёка на их ненормальность или ущербность. Сверстниками и окружающими взрослыми их поведение рассматривается, как нечто само собой разумеющееся. Короткий сексуальный контакт между Дани и другом его отца Джулианом, изображён как вполне обычное явление. Зрителю не пытаются внушить, что эти отношения неуместны, и, что Джулиан — растлитель несовершеннолетних или неисправимый соблазнитель. Фильм дает позитивный сигнал относительно гомосексуальности без какого бы то ни было подтекста. Он утверждает, что гомосексуальность естественна и нормальна, и может быть красивой.
Оригинальный текст (англ.)For all its shortcomings, what separates Nico and Dani from the usual Hollywood schlock about teenage love, is its positive portrayal of homosexual adolescents and homosexual sex. In no way are these boys depicted as abnormal, outcast, or freakish. Their behavior is accepted and even condoned by their peers and the adults around them. A brief sexual encounter between Dani and a middle-aged friend of his father, Julian, is portrayed uncritically. The viewer is not led to believe that the relationship is inapropriate, or that Julian is a child molester or incorrigible seducer. Nico and Dani is able to present a positive message concerning homosexuality by not offering a heavy-handed or subtextual meaning. It suggests instead that homosexuality is natural and normal, and can be beautiful.

## Интересные факты
- Слово «крампак», давшее название фильму, на жаргоне испанских гомосексуалов означает взаимную мастурбацию.[3]
- В американский прокат картина выходила под нейтральным названием «Нико и Дани» (англ. Nico and Dani) по именам главных героев.[4]

## Награды и номинации
Фильм получил следующие награды:
- 2000 год — Каннский кинофестиваль
  - Специальный молодёжный приз программы «Неделя критики»
- 2000 год — Чикагский кинофестиваль
  - Приз ФИПРЕССИ
- 2000 год — Стокгольмский кинофестиваль
  - Специальное упоминание
- 2001 год — Премия «Гойя»
  - Номинация за лучшее исполнение главной мужской роли (Хорди Вильчес)
  - Номинация за лучшую режиссуру
  - Номинация за лучший адаптированный сценарий